# Butilparabeno
Butilparabeno é um dos parabenos, de fórmula C4H9(C6H4(OH)COO). Ele é o éster butílico do ácido para-hidroxibenzoico e é utilizado como preservativo antifúngico em cosméticos.
Também é um componente de vários medicamentos como fluido de suspensão.